# Budjala (territoire)
Le territoire de Budjula est une entité administrative déconcentrée de la province du l'Sud-Ubangi en république démocratique du Congo.

## Géographie
Il s'étend sur la partie sud-est de la province. 

## Subdivisions
Le territoire de Budjala est constitué de la commune de Budjala et de 5 secteurs :
- Budjala, commune rurale
- Banza (chef-lieu Bango-Nzembe): 14 groupements de 132 villages
- Bolingo (chef-lieu Bolingo): 19 groupements de 121 villages
- Ngombe-Doko (chef-lieu Likimi) : 8 groupements de 108 villages
- Mongala (chef-lieu Kuma) : 12 groupements de 98 villages
- Ndolo-Liboko (chef-lieu Likaw) : 18 groupements de 88 villages

## Démographie
| 1994    | 2004    |
| ------- | ------- |
| 294 501 | 378 458 |